# Piotrowice
Piotrowice (pronunție polonă: /pʲɔtrɔˈvʲit͡sɛ/) este o comună din voievodatului Mazovia, Polonia. Are o populație de 352 locuitori.

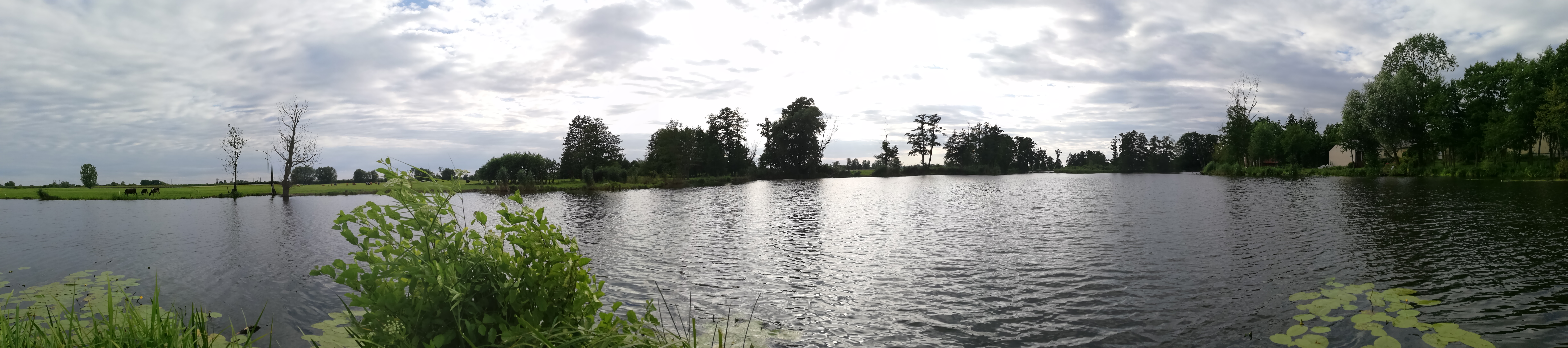
Panorama lacului